# سداسي فلوريد الكروم
سداسي فلوريد الكروم (أو فلوريد الكروم السداسي) هو مركب كيميائي افتراضي، ويحمل الصيغة الكيميائية المفترضة CrF6. بالتالي يفترض أن يتألف المركب من ذرة كروم بحالة الأكسدة +6، ومرتبطة بست روابط مع عنصر الفلور.
ظن بداية أنه مركب مستقر، ويوجد على هيئة صلب أصفر يتفكك عند الدرجة −100° س؛ إلا أنه وجد لاحقاً أن تلك الخواص متعلقة بالمركب CrF5 فلوريد الكروم الخماسي (خماسي فلوريد الكروم) ذي الصلة.

## طريقة التحضير الافتراضية
كانت أولى محاولات الادعاء بتحضير سداسي كلوريد الكروم في سنة 1963 انطلاقاً من التفاعل المباشر بين عنصري الكروم والفلور:
{\displaystyle \mathrm {Cr+3\ F_{2}\longrightarrow CrF_{6}} }
ولكن برهن لاحقاً أن عملية التحضير المذكورة ليست ممكنة، وأن الناتج هو خماسي فلوريد الكروم:
{\displaystyle {\ce {2 Cr + 5 F2 -> 2 CrF5}}}